# Pebaun Hilir
Pebaun Hilir is een bestuurslaag in het regentschap Kuantan Singingi van de provincie Riau, Indonesië. Pebaun Hilir telt 843 inwoners (volkstelling 2010).